# Мнушко Зоя Миколаївна
Мнушко Зоя Миколаївна (нар. 11 травня 1948 у с. Липці, Харківського р-ну Харківської обл.) — український фармаколог, доктор фармацевтичних наук, 1990 професор 1992, заслужений діяч науки і техніки України 2007, дійсний член Національної академії наук України (2003), завідувачка кафедри менеджменту та маркетингу у фармації (з 1992) Національного фармацевтичного університету.

## Біографія
Мнушко Зоя Миколаївна народилася 11 травня 1948 р. у с. Липці Липецького району Харківської області. Із золотою медаллю закінчила Липецьку середню школу імені П. В. Щепкіна. Закінчила з відзнакою Харківський фармацевтичний інститут (1971) та Харківський державний економічний університет (1995).
Працювала старшим лаборантом (з 1973 р.) і асистентом кафедри організації та економіки фармації (з 1975 р.), згодом доценткою кафедри організації та економіки фармації факультету вдосконалення провізорів Харківського фармацевтичного інституту (1984). 1990 р. отримала вчене звання «доцент», з 1991 р. — на посаді професора кафедри організації та економіки фармації Харківського фармацевтичного інституту.
Організувала та очолила першу в Україні та країнах СНД кафедру менеджменту та маркетингу у фармації (1992 р.). Впродовж 1991—1999 рр. працювала на посаді проректора з навчальної роботи Української фармацевтичної академії.

## Науково-практична діяльність
Здійснювала науково-практичні розробки з розвитку фармацевтичного ринку на основі теорії менеджменту та маркетингу у фармації. Досліджувала адаптивне управління фармацевтичними та аптечними підприємствами та оптимізацію лікарського забезпечення окремих контингентів хворих на основі фармакоекономічних досліджень. Вивчала управління ризиками в системі виробництва та реалізації лікарських препаратів, соціально-економічну та маркетингову доступність лікарських препаратів. Здійснювала моделювання поведінки споживачів фармацевтичних товарів, комплекс маркетингових комунікацій у фармації.
Розробила, видала та впровадила до практичної фармації майже 60 науково-методичних рекомендацій та інформаційних листів, опублікувала понад 500 наукових та навчально-методичних праць, зокрема 4 підручники, 2 монографії, 16 навчальних посібників та практикумів. Підготувала 2 докторів і 16 кандидатів наук.
Брала участь у розробленні Закону України «Про лікарські засоби», Концепції фармацевтичної освіти в Україні, Концепції розвитку фармацевтичної галузі в Україні, Стандартів акредитації аптечних закладів, Положення про фармацевтичне управління Харківської обласної державної адміністрації, проекту Правил реалізації лікарських препаратів та інших нормативно-правових документів.

## Нагороди
Знак МОЗ СРСР «Відмінник охорони здоров'я» (1986), Почесна грамота Верховної Ради України (2005), Подяка Кабінету Міністрів України (2005), Почесні грамоти Міністерства освіти і науки України (2003), МОЗ України (1999, 2003), Фармацевтичної асоціації України (2002, 2003), Харківської обласної державної адміністрації (2003).

## Вибрані публікації
- Организационные и технологические основы лекарственного обеспечения пульмонологических больных (докт. дис.) Харьков, 1990.
- Практикум по товарной инновационной политике: учеб. пособие для студентов высш. учеб. заведений / З. Н. Мнушко, Н. М. Дихтярева ; Нац. фармац. ун-т. Харьков, 2004. (співавт.)
- Международный маркетинг в фармации: Монография. — Харьков, 2006. (співавт.)
- Инфраструктура товарного рынка [Текст]: учеб. пособие для студентов высш. учеб. заведений / З. Н. Мнушко, Л. П. Дорохова, Н. Н. Слободянюк ; Нац. фармац. ун-т. Харьков, 2006. (співавт.)
- Менеджмент и маркетинг в фармации. Ч. І. Менеджмент в фармации: Учебник. Харьков, 2007. (співавт.)
- Менеджмент и маркетинг в фармации. Ч. ІІ. Маркетинг в фармации: Учебник. Харьков, 2008. (співавт.)
- Теория и практика маркетинговых исследований в фармации: Монография. Харьков, 2008. (співавт.)
- Методичні підходи до регіональної сегментації ринку лікарських препаратів // Вісник фармації. 1993. № 1–2. (співавт.)
- Дослідження інноваційних процесів на вітчизняних фармацевтичних підприємствах // Вісник фармації. 1998. № 2. (співавт.)
- Сегментация потребителей лекарственных средств // Провизор. 2000. № 7. (співавт.)
- Планування діяльності паблік рилейшнз фармацевтичних підприємств // Фармац. журн. 2000. № 5. (співавт.)
- Формалізація параметрів якості логістичного обслуговування на фармацевтичному ринку на основі функцій приналежності // Фармац. журн. 2005. № 1. (співавт.)
- Вивчення та методи профілактики ризиків у товаропросуванні аптечних закладів // Вісник фармації. 2006. № 2 (46). (співавт.)
- Сегментація ринку споживання протигрибкових препаратів методом типологічного угрупування // Вісник фармації. 2009.